# Pucarani
Pucarani è un comune (municipio in spagnolo) della Bolivia nella provincia di Los Andes (dipartimento di La Paz) con 30.656 abitanti (dato 2010).

## Cantoni
Il comune è suddiviso in 11 cantoni:
- Catavi
- Chojasivi
- Cohana
- Lacaya
- Patamanta
- Pucarani
- Villa Ascensión de Chipamaya
- Villa Iquiaca
- Villa Pablon de Chiarpata
- Villa Rosario de Corapata
- Villa Vilaque